# Trichocneorane linteata
Trichocneorane linteata là một loài bọ cánh cứng trong họ Chrysomelidae. Loài này được Degeer miêu tả khoa học năm 1778.